# 双堂站
双堂站是一个京沪线上的铁路车站，位于天津市静海县双堂镇，建于1944年，目前为五等站，邮政编码为301600。目前客运 ：办理旅客乘降；不办理行李、包裹托运；不办理货运营业。